# La pelle
La pelle (br: A Pele) é um filme italiano de 1981, do gênero drama, dirigido por Liliana Cavani. O roteiro é baseado em romance de Curzio Malaparte.
O filme foi indicado à Palma de Ouro no Festival de Cannes de 1981.

## Elenco
- Marcello Mastroianni .... Curzio Malaparte
- Burt Lancaster  .... gen. Mark Clark
- Claudia Cardinale .... princesa Consuelo
- Ken Marshall .... Jimmy Wren
- Alexandra King .... Deborah Wyatt
- Carlo Giuffrè .... Eduardo Mazzullo
- Yann Babilée .... Jean-Louis
- Jeanne Valérie .... princesa de Capri
- Liliana Tari .... Maria Concetta
- Peppe Barra .... Sarto